# Heinrich al XXII-lea, Prinț Reuss de Greiz
Prințul Heinrich al XXII-lea Reuss de Greiz (28 martie 1846 – 19 aprilie 1902) a fost suveran de Reuss, un mic principat al statelor germane, din 1859 pînă la moartea sa, în 1902.

## Biografie
Heinrich a fost al treilea copil și al doilea fiu al lui Heinrich al XX-lea, Prinț Reuss de Greiz și a celei de-a doua soții, Prințesa Caroline de Hesse-Homburg. Fratele său mai mare a murit la numai patru luni, cu doi ani înainte de nașterea lui Heinrich, iar din prima căsătorie tatăl său nu a avut copii, așa încât Heinrich era prinț moștenitor al principatului.

### Domnie
După decesul tatălui său, la 8 noiembrie 1859, Prințul Heinrich i-a succedat ca Prinț Reuss de Greiz. Cum Heinrich avea doar 13 ani, mama sa Caroline a servit ca regentă până la majoratul său, la 21 de ani, în 1867. Ca fiică a unui general austriac și soție a unui ofițer austriac, Caroline era vehement anti-prusacă. Drept rezultat, în timpul Războiului austro-prusac, Reuss s-a situat de partea austriacă. După înfrângerea suferită de partea austriacă, Reuss a scăpat de alipirea la regatul Prusiei, dar a fost ocupat de prusaci și a trebuit să plătească o compensație de 100.000 de taleri și să adere la Confederația Germană de Nord la 26 septembrie 1866.
La 28 martie 1867, Heinrich a luat puterea guvernării în mâinile sale. Având putere deplină el a dat principatului său prima sa constituție. La fel ca părinții săi, Heinrich a rămas anti-prusac toată viața, respingând în mod repetat măsuri prusace ca Kulturkampf și stabilirea căsătoriilor civile. Heinrich, precum și supușii săi din Reuss, a refuzat să accepte pe deplin că împărații germani Hohenzollern aveau prioritate față de alte case regale.

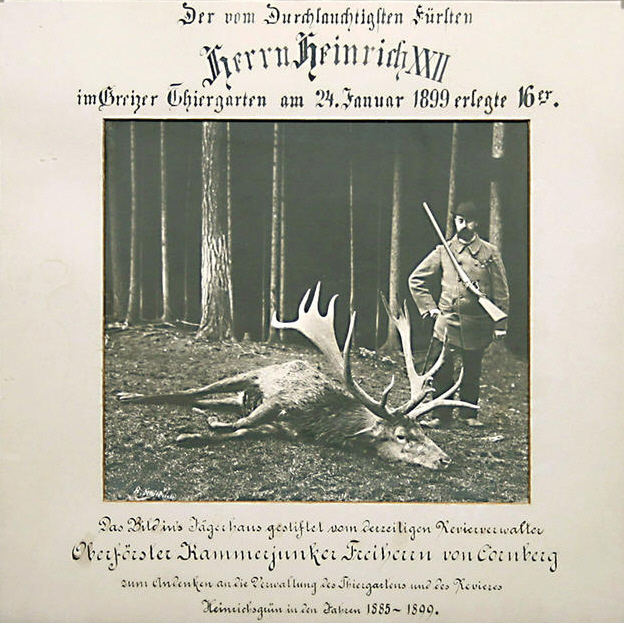
Heinrich al XXII-lea la vânătoare, fotografie din 1899.

Heinrich nu a pierdut nici o ocazie de a-l nemulțumi pe împărat, refuzând să permită construirea unui memorial al împăratului Wilhelm I, bunicul iubit al împăratului Wilhelm al II-lea. De asemenea, a refuzat să tolereze orice demonstrații de doliu, fie oficiale fie particulare în cazul deceselor împăraților Wilhelm I și Frederic al III-lea, și a interzis orice sărbătoare a aniversărilor victoriilor germane.
Prințul Heinrich a fost foarte bogat, cea mai mare parte din teritoriul principatului fiind proprietatea sa privată. La sfârșitul domniei sale, Reuss conținea puțin peste 70.000 de oameni și cuprindea o suprafață de 122 de mile pătrate.
Prințul Heinrich a murit de inimă la 19 aprilie 1902. Moartea sa însemna ca singurul său fiu, care era handicapat mental și fizic, să devină Prinț suveran Reuss de Greiz. Cum era clar că prințul nu ar fi putut să își îndeplinească îndatoririle, s-au făcut aranjamente pentru o regență. O ramură mai tânără a familiei Reuss ar fi fost următoarea în linia de succesiune la titlu, însă cum Heinrich nu-i plăcea, în cele din urmă a fost ales un văr îndepărtat al lui Heinrich, Prințul Heinrich al XXVII-lea, a cărui soție era verișoară cu împărăteasa Augusta Viktoria. Prințul însuși servise în regimentul de husari ai împăratului și deci ar fi putut repara relațiile dintre Casa de Hohenzollern și Casa de Reuss.

### Căsătorie și copii
La 8 octombrie 1872, el s-a căsătorit cu Prințesa Ida de Schaumburg-Lippe, o fiică a lui Adolf I, Prinț de Schaumburg-Lippe. Ei au avut șase copii:
- Heinrich al XXIV-lea, Prinț Reuss de Greiz (1878–1927)
- Prințesa Emma (1881–1961); s-a căsătorit în 1903 cu graful Erich von Ehrenburg (1880–1930)
- Prințesa Marie (1882–1942); s-a căsătorit în 1904 cu Ferdinand von Gnagnoni (1878–1955)
- Prințesa Caroline (1884–1905); s-a căsătorit în 1903 cu Wilhelm Ernst, Mare Duce de Saxa-Weimar-Eisenach (1876–1923)
- Prințesa Hermine (1887–1947); s-a căsătorit în 1907 cu prințul Johann Georg de Schoenaich-Carolath (1873–1920); s-a recăsătorit în 1922 cu fostul împărat Wilhelm al II-lea (1859–1941)
- Prințesa Ida (1891–1977); s-a căsătorit în 1911 cu prințul Christoph Martin III de Stolberg-Roßla (1888–1949)